# Trafikförbundet Uppsala–Norrland
Trafikförbundet Uppsala–Norrland var under åren 1927–1933 en gemensam trafikförvaltning för enskilda järnvägar.
Den 23 december 1922 träffades en överenskommelse om gemensam trafikförvaltning mellan Gävle–Ockelbo Järnvägs AB (GOJ), Uppsala–Gävle Järnvägs AB (UGJ) och Ostkustbanan AB (OKB). Trafikförbundet startade sin verksamhet den 1 november 1927, samma dag som Ostkustbanan öppnades för allmän trafik, och upplöstes i samband med förstatligandet av UGJ och OKB 1933. Dotterbolaget AB Trafikförbundets Verkstäder ombildades samtidigt till statliga AB Gävle Vagnverkstad (AGEVE).
I trafikförbundet var Andreas Lagergren verkställande direktör till 1929 och därefter Erik von Friesen.